# Federico Ferdinando Costantino di Sassonia-Weimar-Eisenach
Federico Ferdinando Costantino di Sassonia-Weimar-Eisenach (Weimar, 8 settembre 1758 – Neunkirchen, 6 settembre 1793) è stato un nobile e militare tedesco.

## Biografia
Il principe Federico Ferdinando Costantino era il figlio minore di Ernesto Augusto II di Sassonia-Weimar-Eisenach (1737-1758) e di sua moglie, Anna Amalia (1739-1807), figlia del duca Carlo I di Brunswick-Wolfenbüttel. Egli nacque tre mesi dopo la morte di suo padre, mentre sua madre e suo nonno divennero reggenti per suo fratello maggiore Carlo Augusto.
Federico e suo fratello vennero educati dall'Hofmeister Johann Eustach von Görtz e successivamente da Christoph Martin Wieland. Dopo che suo fratello raggiunse l'età per governare autonomamente, l'educazione di Federico venne continuata da Karl Ludwig von Knebel. Görtz e Knebel accompagnarono Federico nel corso del suo Grand Tour a Parigi. A Francoforte i due conobbero Johann Wolfgang von Goethe.
Dopo il suo ritorno a Weimar nel 1775, Federico prese residenza al Castello di Tiefurt. Di carattere introverso, si trovava diametralmente opposto al fratello regnante. Federico Ferdinando Costantino si dedicò più volentieri alla musica ed ebbe un solo amore nella sua vita, Caroline von Ilten. Ad ogni modo, sia i suoi genitori che lo stesso Goethe ritennero improprio per il principe sposare una ragazza della bassa nobiltà, e pertanto egli venne costretto a terminare la propria relazione. Goethe scrisse a Charlotte von Stein a tal proposito: ... sono rimasto scioccato dalle lacrime di Caroline, e io ne sono colpevole. Anna Amalia, la madre di Federico, che evidentemente non doveva avere il secondogenito particolarmente in simpatia, disse a lui che solo i "principi accattoni" si sarebbero innamorati di donne inferiori al loro rango. A quel punto Federico, ferito nell'anima, decise di dedicarsi ai viaggi, portandosi a Londra.
Con la mediazione del fratello, Federico entrò quindi a far parte dell'esercito dell'elettorato di Sassonia. Promosso tenente generale, divenne proprietario di un reggimento di stanza a Naumburg. Durante la guerra della prima coalizione antifrancese, venne promosso maggiore generale. Il suo reggimento marciò verso il Reno al fianco dell'esercito prussiano, quando Federico venne affetto da dissenteria mentre era accampato coi suoi uomini nei pressi di Pirmasens e morì una volta raggiunta la località di Wiebelskirchen, presso Neunkirchen. Venne sepolto nella chiesa di San Giorgio a Eisenach senza essersi mai sposato e senza aver avuto figli.

## Ascendenza
|                                                            |                                             |                                                                 | Genitori                                                     |  |  | Nonni |  |  | Bisnonni                                |  |  | Trisnonni                              |  |
|                                                            |                                             |                                                                 |                                                              |  |  |       |  |  | Giovanni Ernesto III di Sassonia-Weimar |  |  | Giovanni Ernesto II di Sassonia-Weimar |  |
|                                                            |                                             |                                                                 |                                                              |  |  |       |  |  | Giovanni Ernesto III di Sassonia-Weimar |  |  | Giovanni Ernesto II di Sassonia-Weimar |  |
|                                                            |                                             | Cristina Elisabetta di Schleswig-Holstein-Sonderburg-Franzhagen |                                                              |  |  |       |  |  | Giovanni Ernesto III di Sassonia-Weimar |  |  |                                        |  |
| Ernesto Augusto I di Sassonia-Weimar                       |                                             |                                                                 |                                                              |  |  |       |  |  | Giovanni Ernesto III di Sassonia-Weimar |  |  |                                        |  |
|                                                            |                                             | Sofia Augusta di Anhalt-Zerbst                                  | Giovanni VI di Anhalt-Zerbst                                 |  |  |       |  |  |                                         |  |  |                                        |  |
|                                                            |                                             | Sofia Augusta di Anhalt-Zerbst                                  | Giovanni VI di Anhalt-Zerbst                                 |  |  |       |  |  |                                         |  |  |                                        |  |
|                                                            |                                             | Sofia Augusta di Anhalt-Zerbst                                  | Sofia Augusta di Holstein-Gottorp                            |  |  |       |  |  |                                         |  |  |                                        |  |
| Ernesto Augusto II di Sassonia-Weimar-Eisenach             |                                             | Sofia Augusta di Anhalt-Zerbst                                  |                                                              |  |  |       |  |  |                                         |  |  |                                        |  |
|                                                            |                                             | Giorgio Federico Carlo di Brandeburgo-Bayreuth                  | Cristiano Enrico di Brandeburgo-Kulmbach                     |  |  |       |  |  |                                         |  |  |                                        |  |
|                                                            |                                             | Giorgio Federico Carlo di Brandeburgo-Bayreuth                  | Cristiano Enrico di Brandeburgo-Kulmbach                     |  |  |       |  |  |                                         |  |  |                                        |  |
|                                                            |                                             | Giorgio Federico Carlo di Brandeburgo-Bayreuth                  | Sofia Cristiana di Wolfstein                                 |  |  |       |  |  |                                         |  |  |                                        |  |
| Sofia Carlotta di Brandeburgo-Bayreuth                     |                                             | Giorgio Federico Carlo di Brandeburgo-Bayreuth                  |                                                              |  |  |       |  |  |                                         |  |  |                                        |  |
|                                                            |                                             | Dorotea di Schleswig-Holstein-Sonderburg-Beck                   | Federico Luigi di Schleswig-Holstein-Sonderburg-Beck         |  |  |       |  |  |                                         |  |  |                                        |  |
|                                                            |                                             | Dorotea di Schleswig-Holstein-Sonderburg-Beck                   | Federico Luigi di Schleswig-Holstein-Sonderburg-Beck         |  |  |       |  |  |                                         |  |  |                                        |  |
|                                                            |                                             | Dorotea di Schleswig-Holstein-Sonderburg-Beck                   | Luisa Carlotta di Schleswig-Holstein-Sonderburg-Augustenburg |  |  |       |  |  |                                         |  |  |                                        |  |
| Federico Ferdinando Costantino di Sassonia-Weimar-Eisenach |                                             | Dorotea di Schleswig-Holstein-Sonderburg-Beck                   |                                                              |  |  |       |  |  |                                         |  |  |                                        |  |
|                                                            | Ferdinando Alberto II di Brunswick-Lüneburg | Ferdinando Alberto I di Brunswick-Lüneburg                      |                                                              |  |  |       |  |  |                                         |  |  |                                        |  |
|                                                            | Ferdinando Alberto II di Brunswick-Lüneburg | Ferdinando Alberto I di Brunswick-Lüneburg                      |                                                              |  |  |       |  |  |                                         |  |  |                                        |  |
|                                                            | Ferdinando Alberto II di Brunswick-Lüneburg | Cristina d'Assia-Eschwege                                       |                                                              |  |  |       |  |  |                                         |  |  |                                        |  |
| Carlo I di Brunswick-Wolfenbüttel                          | Ferdinando Alberto II di Brunswick-Lüneburg |                                                                 |                                                              |  |  |       |  |  |                                         |  |  |                                        |  |
|                                                            |                                             | Antonietta Amalia di Brunswick-Wolfenbüttel                     | Luigi Rodolfo di Brunswick-Lüneburg                          |  |  |       |  |  |                                         |  |  |                                        |  |
|                                                            |                                             | Antonietta Amalia di Brunswick-Wolfenbüttel                     | Luigi Rodolfo di Brunswick-Lüneburg                          |  |  |       |  |  |                                         |  |  |                                        |  |
|                                                            |                                             | Antonietta Amalia di Brunswick-Wolfenbüttel                     | Cristina Luisa di Oettingen-Oettingen                        |  |  |       |  |  |                                         |  |  |                                        |  |
| Anna Amalia di Brunswick-Wolfenbüttel                      |                                             | Antonietta Amalia di Brunswick-Wolfenbüttel                     |                                                              |  |  |       |  |  |                                         |  |  |                                        |  |
|                                                            |                                             | Federico Guglielmo I di Prussia                                 | Federico I di Prussia                                        |  |  |       |  |  |                                         |  |  |                                        |  |
|                                                            |                                             | Federico Guglielmo I di Prussia                                 | Federico I di Prussia                                        |  |  |       |  |  |                                         |  |  |                                        |  |
|                                                            |                                             | Federico Guglielmo I di Prussia                                 | Sofia Carlotta di Hannover                                   |  |  |       |  |  |                                         |  |  |                                        |  |
| Filippina Carlotta di Prussia                              |                                             | Federico Guglielmo I di Prussia                                 |                                                              |  |  |       |  |  |                                         |  |  |                                        |  |
|                                                            |                                             | Sofia Dorotea di Hannover                                       | Giorgio I di Gran Bretagna                                   |  |  |       |  |  |                                         |  |  |                                        |  |
|                                                            |                                             | Sofia Dorotea di Hannover                                       | Giorgio I di Gran Bretagna                                   |  |  |       |  |  |                                         |  |  |                                        |  |
|                                                            |                                             | Sofia Dorotea di Hannover                                       | Sofia Dorotea di Celle                                       |  |  |       |  |  |                                         |  |  |                                        |  |
|                                                            |                                             | Sofia Dorotea di Hannover                                       |                                                              |  |  |       |  |  |                                         |  |  |                                        |  |